# Pantalla táctil

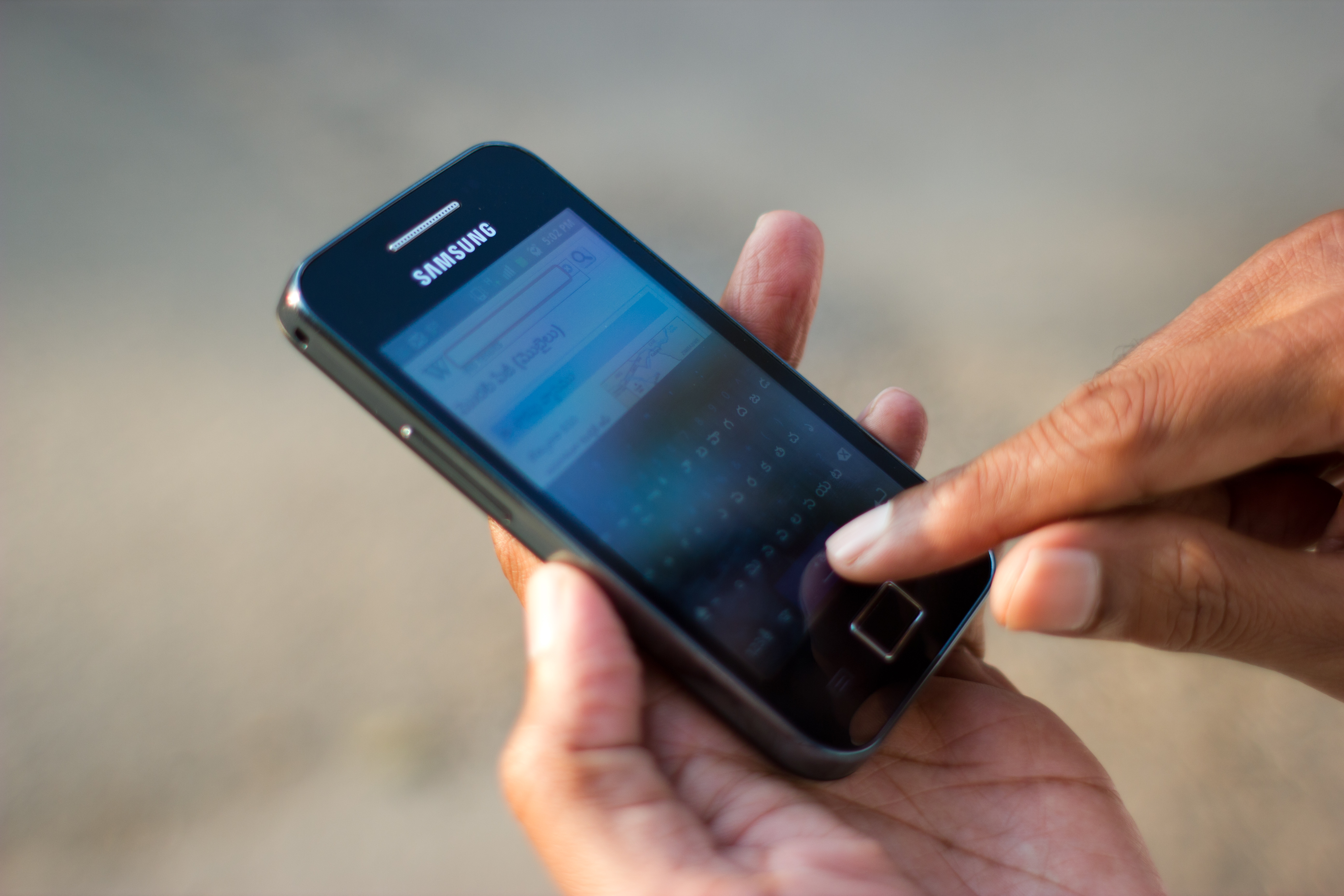
Teléfono inteligente con pantalla táctil para deslizar

Una pantalla táctil (en inglés: touch screen), en algunos lugares también llamada tóuch;  es una pantalla que mediante un toque directo sobre su superficie permite la entrada de datos que se asocian a la parte posterior de arriba del touch, siendo el componente que permite que funcione al dar sus datos y órdenes al dispositivo, y a su vez muestra los resultados introducidos previamente; actúa de esta forma como periférico de entrada y de salida al mismo tiempo, así como emulador de datos interinos erróneos al no tocarse efectivamente. Este contacto también se puede realizar por medio de un lápiz óptico o de otras herramientas similares. Hay pantallas táctiles que pueden instalarse sobre una pantalla común, de cualquier tipo o denominación (LCD, monitores y televisores CRT, plasma, etcétera).
Las pantallas táctiles se volvieron comercialmente exitosas por su uso en dispositivos de la industria, en ordenadores públicos (como exposiciones de museos, pantallas de información, cajeros automáticos de bancos y otros) donde los teclados y los ratones no permiten una interacción satisfactoria, intuitiva, rápida o exacta del usuario.
Desde finales del siglo XX y especialmente en los comienzos del XXI, alcanzaron un uso habitual en la mayoría de los dispositivos con pantalla: por ejemplo, monitores de computadora, teléfonos móviles y tabletas.

## Historia
En noviembre de 1949 la Oficina de Patentes y Marcas Registradas de los Estados Unidos concedió a Corporativo Philco la patente de un dispositivo capaz de dibujar líneas, puntos, flechas y otras figuras mediante un estilete capaz de generar señales eléctricas casi en tiempo real en la imagen reconstituida en una pantalla de tubo de rayos catódicos de transmisiones en vivo por televisión. Las señales eléctricas generadas por el estilete se combinaban con la señal transmitida por televisión en tiempo real de manera tal que por donde pasara el Estilete aparecería un punto blanco o negro en la imagen de los televidentes.
En 1965, la primera pantalla táctil accionada con los dedos fue inventado por Eric Arthur Johnson, del Royal Radar Establishment ubicado en Malvern, Inglaterra, se considera la primera pantalla táctil de la historia. 
En 1970, Frank Beck y Bent Stumpe, ingenieros del CERN (Organización Europea para la Investigación Nuclear) desarrollaron una pantalla táctil transparente. Las pantallas táctiles se han ido haciendo populares desde la invención de la interfaz electrónica táctil, en 1971, por George Samuel Hurst, físico estadounidense. Han llegado a ser comunes en los TPV, en los cajeros automáticos y en los PDA, donde es posible usar un estilete o el dedo para manipular la interfaz gráfica de usuario (GUI) y para introducir datos. La popularidad de los teléfonos inteligentes, de los PDA, de las videoconsolas portátiles o de los navegadores de automóviles está generando la demanda y la aceptación de las pantallas táctiles.

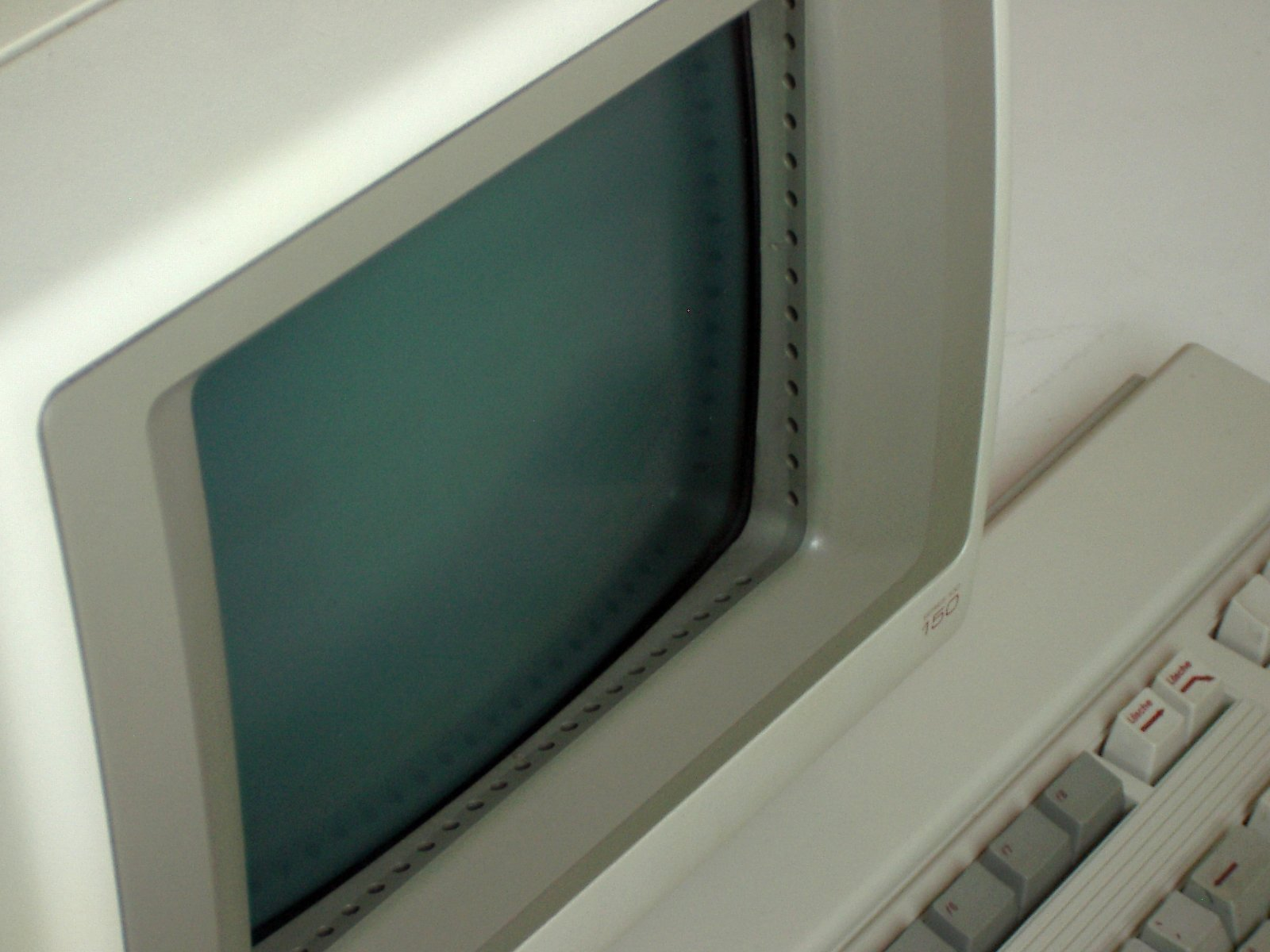
La pantalla de un HP-150, primer ordenador personal, comercializado en 1983, con pantalla táctil.

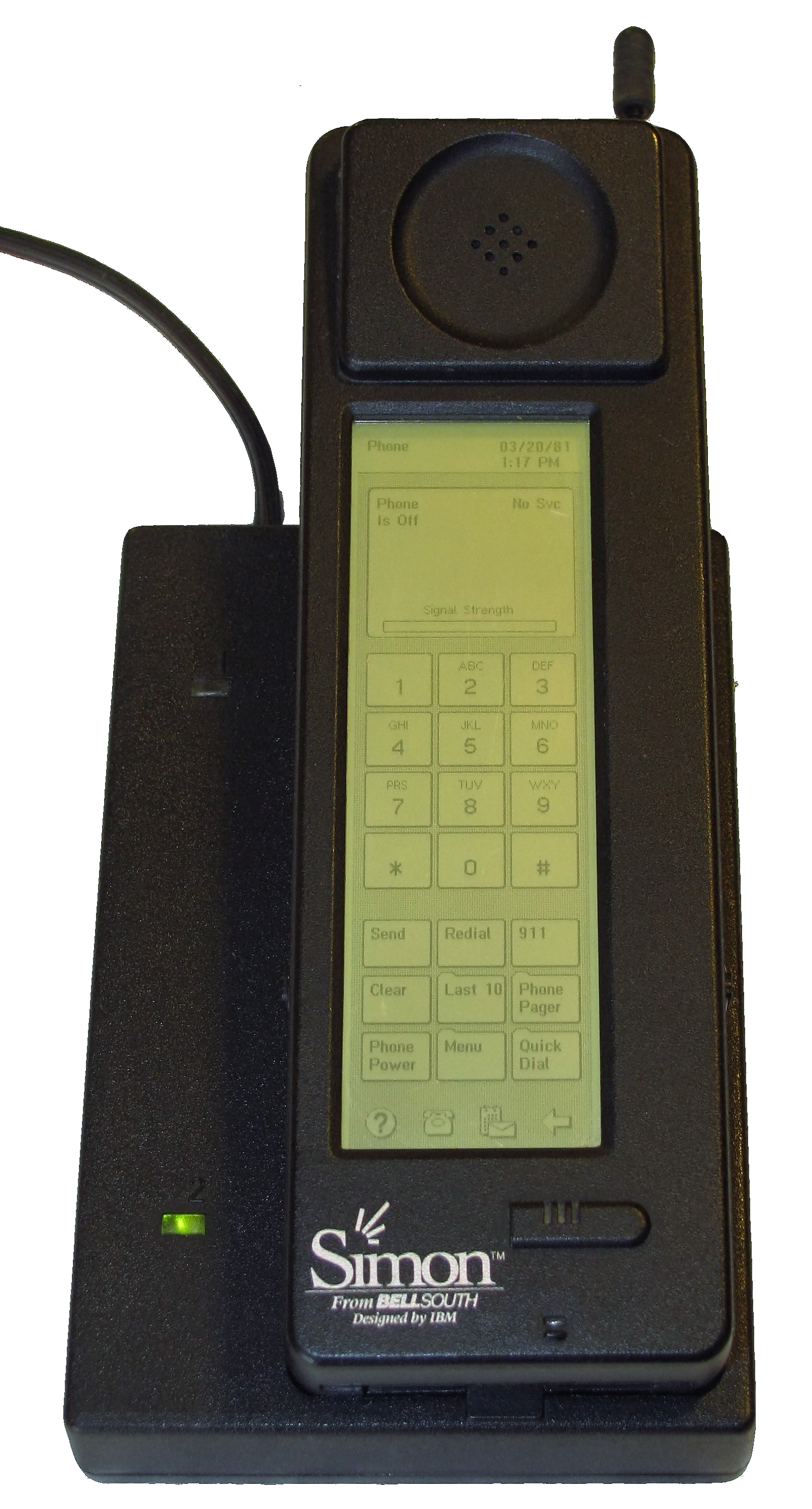
IBM Simon Personal Communicator. Creado por IBM y BellSouth es considerado como el primer teléfono inteligente de la historia

En 1983, HP-150 fue uno de los primeros ordenadores comerciales del mundo que disponía de pantalla táctil. En realidad, no tenía una pantalla táctil en el sentido propiamente dicho, sino una pantalla de tubo Sony de 9 pulgadas rodeada de transmisores y receptores infrarrojos que detectaban la posición de cualquier objeto no transparente sobre la pantalla.
En 1984, Casio Computer desarrolló los primeros relojes con pantalla táctil, el Casio TC-50 y el Casio AT-552.
En 1980s, el Buick Riviera en 1986 y el Mazda Eunos Cosmo en 1990, fueron los primeros automóviles con pantalla táctil.
En 1993, IBM lanzó el IBM Simon, considerado el primer teléfono inteligente de la historia. Fue el primer teléfono en introducir la pantalla táctil.
En 1996, Palm inc. popularizó las pantallas táctiles de escritura con estilete gracias a su PDA llamado Palm Pilot el cual fue un éxito comercial a finales de la década de los 90.
En 2004, Nintendo lanzó la consola portátil con pantalla táctil, el Nintendo DS. Esta consola popularizó el uso de la pantalla táctil en los videojuegos.
En 2007, LG Electronics puso a la venta LG Prada, el primer teléfono móvil con pantalla táctil capacitiva.
Las pantallas táctiles de última generación consisten en un cristal transparente donde se sitúa una lámina que permite al usuario interactuar directamente sobre esta superficie.

## Desarrollo y utilización
La gran mayoría de las tecnologías de pantalla táctil significativas fueron patentadas durante las décadas de 1970 y 1980 y actualmente han expirado. Este hecho ha permitido que desde entonces los diseños de productos y componentes que utilizan dichas tecnologías no estén sujetos a royalties, lo que ha permitido que los dispositivos táctiles se hayan extendido más fácilmente.
Con la creciente aceptación de multitud de productos con una pantalla táctil integrada, el coste marginal de esta tecnología ha sido rutinariamente absorbido en los productos que las incorporan, haciendo que prácticamente desaparezca. Como ocurre habitualmente con cualquier tecnología, el hardware y el software asociado a las pantallas táctiles ha alcanzado un punto de madurez suficiente después de más de tres décadas de desarrollo, lo que le ha permitido que actualmente tengan un grado muy alto de fiabilidad. Como tal, las pantallas táctiles pueden hallarse en la actualidad en aviones, automóviles, consolas, sistemas de control de maquinaria y dispositivos de mano de cualquier tipo. Se proyectó que el mercado de pantallas táctiles para dispositivos móviles produciría US$5 mil millones para 2009.
La empresa TapSense, anunció en octubre de 2011, la posibilidad que las pantallas táctiles distingan qué parte de la mano se usó para la entrada de datos, como la yema del dedo, el nudillo y la uña. Esto podría usarse de varias maneras, por ejemplo, para copiar y pegar, poner letras en mayúscula, activar diferentes modos de dibujo, etc.
Una integración práctica real entre las imágenes de televisión y las funciones de un PC normal y moderno podría ser una innovación en un futuro próximo: por ejemplo, "toda la información en directo" en Internet sobre una película o los actores en video, una lista de otras canciones durante un videoclip de una canción o noticias sobre una persona.

## Tipos

La pantalla capacitiva y el principio de su funcionamiento

Según la tecnología que usen, hay tres tipos de pantallas táctiles de uso habitual:

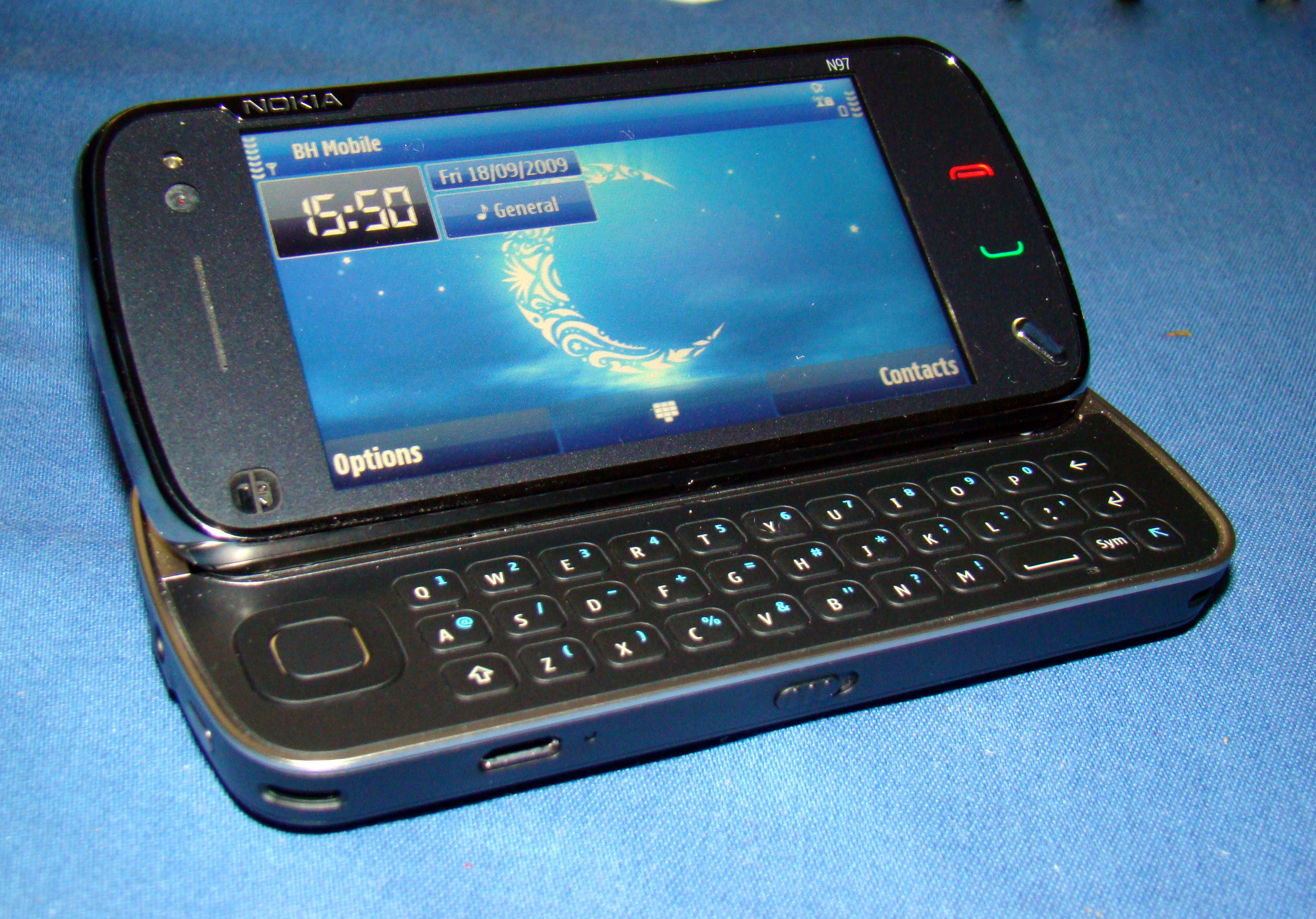
Pantalla resistiva de teléfono celular Nokia N97.

- Resistivas: Son más baratas y no les afectan el polvo ni el agua salada y, además de ser más precisas, pueden ser usadas con un puntero o con el dedo. Sin embargo, tienen hasta un 15% menos de brillo y son más gruesas, por lo que están siendo sustituidas por otras en los dispositivos móviles que precisan un tamaño y un peso ajustados y mayor brillo en la pantalla por la posibilidad de estar expuestos a la luz directa del sol.[31]

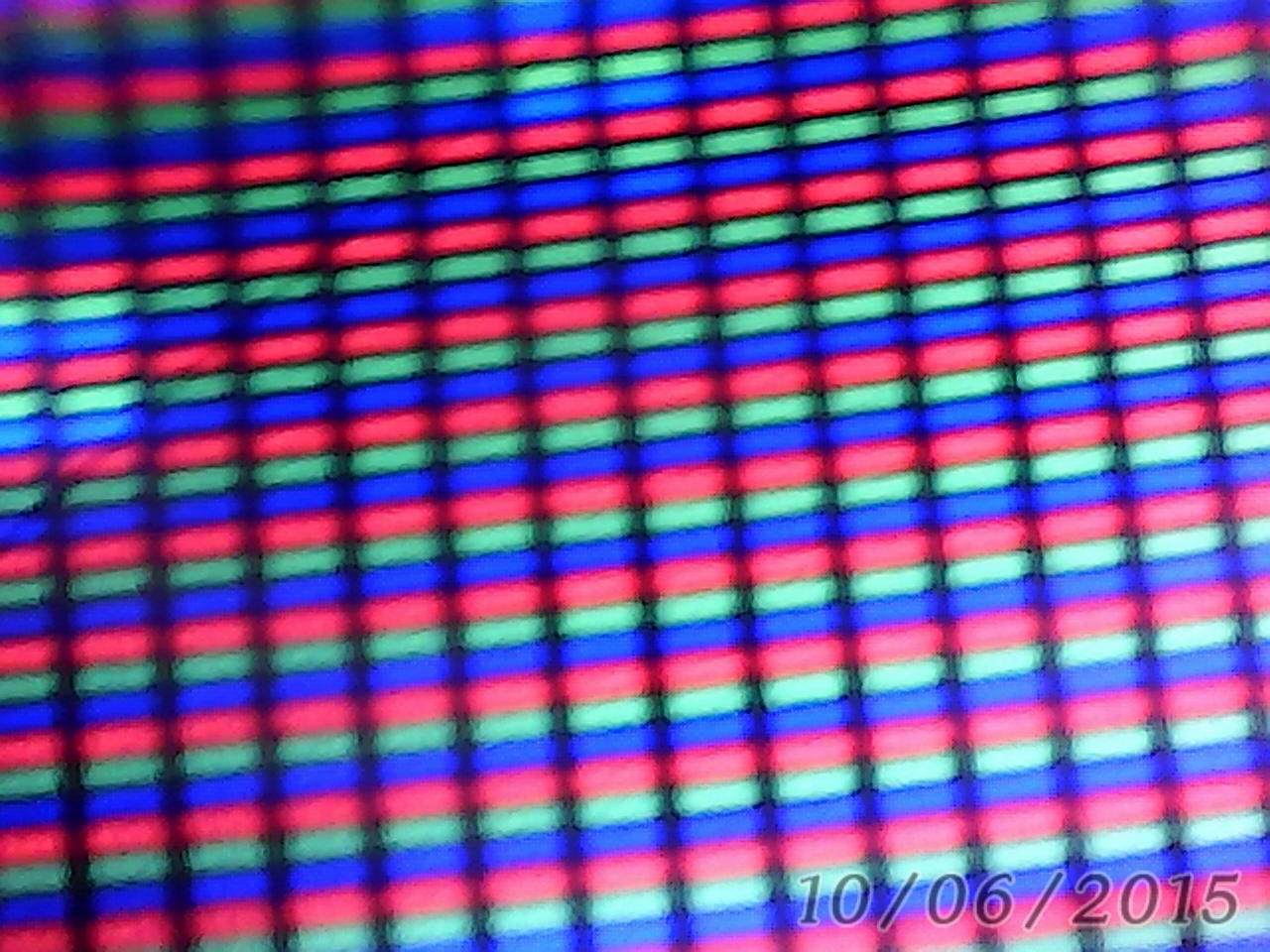
Pantalla capacitiva de un celular Alcatel, one touch POP (2014).

- Capacitivas: Basadas en sensores capacitivos, consisten en una capa de aislamiento eléctrico, como el cristal, recubierto con un conductor transparente, como el ITO (tin-doped indium oxide). Como el cuerpo humano es también un conductor eléctrico, el contacto con la superficie de la pantalla genera una distorsión del campo electrostático de la pantalla, que se mide a través del cambio en la capacitancia (capacidad eléctrica). Pueden utilizarse diferentes tecnologías para determinar en qué posición de la pantalla se hizo el toque. La posición se envía al controlador, para su procesamiento. En este tipo de pantallas, la imagen tiene una mayor calidad, la respuesta es mejor, y algunas permiten el uso de varios dedos a la vez (multitouch). Sin embargo, son más caras y no se pueden usar con el puntero habitual, sino con uno especial para las pantallas capacitivas.[32][33]

- Onda acústica de superficie: La tecnología de ondas de superficie utiliza ondas ultrasónicas que pasan sobre el panel de la pantalla táctil. Cuando se toca el panel, se absorbe una parte de la onda. Este cambio en las ondas ultrasónicas registra la posición del evento táctil y envía esta información al controlador, para su procesamiento. El panel de pantalla táctil de onda de superficie es el más avanzado de los tres tipos, pero puede dañarse con elementos externos.

### Otras tecnologías

##### Capacidad proyectada
La capacidad proyectada táctil (PCT) es una tecnología capacitiva que permite un funcionamiento más preciso y flexible, por grabado de la capa conductora. Una red X-Y se forma ya sea por el grabado de una sola capa para formar un patrón de cuadrícula o parrilla de electrodos, o por el grabado de dos capas separadas y perpendiculares de material conductor con líneas paralelas o pistas para formar la red (similar a la parrilla de píxels que se encuentra en muchas LCD).

#### Infrarrojo
Las pantallas táctiles por infrarrojos consisten en una matriz de sensores y emisores infrarrojos horizontales y verticales. En cada eje los receptores están en el lado opuesto a los emisores de forma que al tocar con un objeto la pantalla es interrumpida por un haz infrarrojo vertical y otro horizontal, permitiendo así localizar la posición exacta en la que se hizo el contacto . Este tipo de pantallas son muy resistentes, puesto que son utilizadas en muchas de las aplicaciones militares que exigen una pantalla táctil.
Este sistema tiene la ventaja de la simplicidad y de no ensombrecer la pantalla, pero tienen desventajas claras: son caras y voluminosas, muy sensibles a la suciedad, y pueden detectar fácilmente falsas pulsaciones.

#### Galgas extensométricas
Cuando se utilizan galgas extensométricas la pantalla tiene una estructura elástica, por lo que se pueden utilizar galgas extensométricas para determinar la posición en la que ha sido tocada a partir de las deformaciones producidas en la misma. Esta tecnología también puede medir el eje Z o la presión ejercida sobre la pantalla. Se utilizan habitualmente en sistemas que se encuentran expuestos al público como máquinas de venta de entradas, debido sobre todo a su resistencia al vandalismo.

#### Imagen óptica
Es un desarrollo relativamente moderno en la tecnología de pantallas táctiles, dos o más sensores son situados alrededor de la pantalla, habitualmente en las esquinas. Emisores de infrarrojos son situados en el campo de vista de la cámara en los otros lados de la pantalla. Un toque en la pantalla muestra una sombra por lo que cada par de cámaras puede triangularizarla para localizar el punto de contacto. Esta tecnología está ganando popularidad debido a su escalabilidad, versatilidad y asequibilidad, especialmente para pantallas de gran tamaño.

#### Tecnología de señal dispersa
Introducida en 2002, este sistema utiliza sensores para detectar la energía mecánica producida en la plataforma debido a un toque. Unos algoritmos complejos se encargan de interpretar esa información para obtener el punto exacto del contacto. Esta tecnología es muy resistente al polvo y otros elementos externos, incluidos arañazos. Debido a que no hay necesidad de elementos adicionales en la pantalla también proporciona unos excelentes niveles de claridad. Por otro lado, dado que el contacto es detectado por medio de vibraciones mecánicas, cualquier objeto puede ser utilizado para detectar estos eventos, incluyendo el dedo o las uñas. Un efecto lateral negativo de esta tecnología es que, después del contacto inicial, el sistema no es capaz de detectar un dedo u objeto que se encuentre detenido pulsando la pantalla.

#### Reconocimiento de pulso acústico
Introducida en 2006, estos sistemas se utilizan cuatro transductores piezoeléctricos situados a cada lado de la pantalla para convertir la energía mecánica del contacto en una señal electrónica. Esta señal es posteriormente convertida en una onda de sonido, la cual es comparada con el perfil de sonido preexistente para cada posición en la pantalla. Este sistema tiene la ventaja de que no necesita ninguna malla de cables sobre la pantalla y que la pantalla táctil es, de hecho, de vidrio, y proporciona la óptica y durabilidad del cristal con el que está fabricada. También presenta las ventajas de funcionar con rasguños y polvo sobre la pantalla, de tener unos altos niveles de precisión y que no necesita ningún objeto especial para su utilización. La tecnología fue creada por SoundTouch Ltd a principios de la década de 2000, como se describe en la familia de patentes EP1852772, y fue introducida al mercado por la división Elo de Tyco International en 2006 como Acoustic Pulse Recognition.

#### Onda de superficie
La tecnología de onda de superficie utiliza ondas ultrasónicas que pasan sobre el panel donde se encuentra la pantalla de contacto. Cuando el panel se toca, se absorbe una porción de la onda. Este cambio en las ondas ultrasónicas percibe la posición del evento de tacto y envía esta información al directorio para procesar. Los paneles de pantalla táctil de onda de superficie son los más avanzados, pero los elementos externos pueden dañarlos.

## Especificaciones HID
Las pantallas táctiles se encuentran definidas dentro de la especificación de dispositivos de interfaz humana (HID) para puerto USB como digitalizadores, junto con dispositivos como touchpad y tabletas digitalizadoras, entre otros. Las pantallas táctiles se identifican con el usage ID 04.
Las especificaciones incluyen los campos utilizados para el manejo de este tipo de dispositivos. Algunos de los más interesantes para el manejo de las pantallas táctiles son:
- Tip pressure: Representa la fuerza por un transductor, habitualmente un estilete o también un dedo.
- Barrel pressure: Fuerza que ejerce el usuario en el sensor del transductor, como por ejemplo un botón sensible a la presión en el puntero de manejo.
- In range: Indica que el transductor se encuentra en el área donde la digitalización es posible. Se representa por un bit.
- Touch: Indica si un dedo está tocando la pantalla. El sistema suele interpretarlo como un clic de botón primario.
- Untouch: Indica que el dedo ha perdido contacto con la superficie de la pantalla. Se interpreta como la acción de soltar el botón primario.
- Tap: Indica que se ha realizado un toque con el dedo en la pantalla, levantándolo rápidamente sin prolongar el contacto. Se interpreta como un evento provocado por un botón.

## Sistemas operativos y software
Existe una gran variedad de programas de cómputo para el manejo de máquinas con pantallas táctiles que pueden ejecutarse en los principales sistemas operativos tales como, por ejemplo, GNU/Linux, MacOS y Windows. En los tres casos, existen versiones especiales adaptadas para su uso en tabletas y en portátiles táctiles. Android es un sistema operativo de código abierto basado en el núcleo (kernel) de Linux, inicialmente desarrollado por Android Inc. y respaldado por Google. Apple ha desarrollado su sistema iOS para iPad, y Microsoft ha incluido un desarrollo específico en las distintas versiones: desde Windows XP Tablet PC Edition hasta el Windows 8, en el cual el desarrollo táctil no es específico de una versión sino de la versión.
En otro tipo de dispositivos, como las PDA o teléfonos con pantalla táctil, también existen sistemas operativos como: PalmOS, Windows Phone, iOS, Android, BlackBerry OS, WebOS, Symbian OS, MeeGo  o Maemo.
Respecto al software específico para pantallas táctiles, al igual que en el caso de otros dispositivos similares como las tabletas digitalizadoras, destacan los programas de reconocimiento de escritura manual, como Inkwell en Macintosh. En el caso de Windows XP Tablet PC Edition, el propio sistema operativo incluye reconocimiento de escritura. También son habituales los programas de dibujo, como por ejemplo Corel Painter, que pueden incluso reconocer la fuerza con la que se está pulsando sobre la pantalla o la inclinación del objeto con el que se está tocando.
Muchas aplicaciones utilizan las características táctiles de los dispositivos y de los sistemas operativos: teclados virtuales, juegos, gestores multimedia y ofimática, entre otros.

## Uso de pantallas educativas Virtuales en generación táctil
El uso de pantallas en la generación táctil resulta ser importante para la conectividad en infraestructura tecnológica en la construcción de una sociedad globalizada, el objetivo de la investigación fue recolectar información necesaria para la toma de decisiones frente al cambio de estructuras educativas, fue de diseño no experimental, y de alcance descriptivo observacional sobre el uso y velocidad de internet. El enfoque de la investigación fue cuantitativo, se usó de estadísticas para testear hipótesis. La técnica de recopilación de información Subtel; revisión bibliográfica sistemática como resultado la internet tiene mayor la aceleración del uso de pantallas en periodos escolares existe una relación directa entre los meses académicos. Concluyendo que el uso de pantallas educativas, construye nuevas modalidades del aprendizaje, para la generación táctil y globalización, los profesores deben hacer uso del material existente a favor de la educación y transformar la información en conocimiento, incentivando al aprendizaje en línea.